# Liste des députés des Pyrénées-Atlantiques
 (mai 2025).
Le département des Pyrénées-Atlantiques compte  6 circonscriptions électorales. Ci-dessous figure la liste des députés élus dans les Pyrénées-Atlantiques.

## Cinquième République

### XVIIelégislature(2024-)
| Circonscription                                    | Identité            | Parti | Parti         | Suppléant             | Autres mandats                                                                             |
| -------------------------------------------------- | ------------------- | ----- | ------------- | --------------------- | ------------------------------------------------------------------------------------------ |
| Première circonscription des Pyrénées-Atlantiques  | Josy Poueyto        |       | MoDem         | Pascal Mora           | Adjointe au maire de Pau Vice-présidente du conseil départemental des Pyrénées-Atlantiques |
| Deuxième circonscription des Pyrénées-Atlantiques  | Jean-Paul Mattei    |       | MoDem         | Jean-Christophe Rhaut |                                                                                            |
| Troisième circonscription des Pyrénées-Atlantiques | David Habib         |       | La Convention | David Duizidou        |                                                                                            |
| Quatrième circonscription des Pyrénées-Atlantiques | Iñaki Echaniz       |       | PS            | Cécile Senderain      |                                                                                            |
| Cinquième circonscription des Pyrénées-Atlantiques | Colette Capdevielle |       | PS            | Alain Iriart          |                                                                                            |
| Sixième circonscription des Pyrénées-Atlantiques   | Peio Dufau          |       | app.PS        | Marie Héguy-Urain     |                                                                                            |

### XVIelégislature(2022-2024)
| Circonscription                                    | Identité          | Parti | Parti    | Suppléant             | Autres mandats                                                                             |
| -------------------------------------------------- | ----------------- | ----- | -------- | --------------------- | ------------------------------------------------------------------------------------------ |
| Première circonscription des Pyrénées-Atlantiques  | Josy Poueyto      |       | MoDem    | Pascal Mora           | Adjointe au maire de Pau Vice-présidente du conseil départemental des Pyrénées-Atlantiques |
| Deuxième circonscription des Pyrénées-Atlantiques  | Jean-Paul Mattei  |       | MoDem    | Jean-Christophe Rhaut |                                                                                            |
| Troisième circonscription des Pyrénées-Atlantiques | David Habib       |       | PS diss. | David Duizidou        |                                                                                            |
| Quatrième circonscription des Pyrénées-Atlantiques | Iñaki Echaniz     |       | PS       | Cécile Senderain      |                                                                                            |
| Cinquième circonscription des Pyrénées-Atlantiques | Florence Lasserre |       | MoDem    | Francis Gonzalez      |                                                                                            |
| Sixième circonscription des Pyrénées-Atlantiques   | Vincent Bru       |       | MoDem    | Maria François        |                                                                                            |

### XVelégislature(2017-2022)
| Circonscription                                    | Identité          | Parti | Parti | Suppléant             | Autres mandats                                                                             |
| -------------------------------------------------- | ----------------- | ----- | ----- | --------------------- | ------------------------------------------------------------------------------------------ |
| Première circonscription des Pyrénées-Atlantiques  | Josy Poueyto      |       | MoDem | Benoît Roullet        | Adjointe au maire de Pau Vice-présidente du Conseil départemental des Pyrénées-Atlantiques |
| Deuxième circonscription des Pyrénées-Atlantiques  | Jean-Paul Mattei  |       | MoDem | Pascal Louys          |                                                                                            |
| Troisième circonscription des Pyrénées-Atlantiques | David Habib       |       | PS    | David Duizidou        |                                                                                            |
| Quatrième circonscription des Pyrénées-Atlantiques | Jean Lassalle     |       | RES   | Barthélémy Aguerre    | Maire de Lourdios-Ichère                                                                   |
| Cinquième circonscription des Pyrénées-Atlantiques | Florence Lasserre |       | MoDem | Philippe Jouvet       |                                                                                            |
| Sixième circonscription des Pyrénées-Atlantiques   | Vincent Bru       |       | MoDem | François-Xavier Menou |                                                                                            |

### XIVelégislature(2012-2017)
| Circonscription     | Identité                     | Parti               | Suppléant(e)       | Autres mandats                                                                        |
| ------------------- | ---------------------------- | ------------------- | ------------------ | ------------------------------------------------------------------------------------- |
| 1re circonscription | Mme Martine Lignières-Cassou | PS                  | Didier Larrieu     | Maire de Pau jusqu'en mars 2014. Successeur : François Bayrou.                        |
| 2e circonscription  | Mme Nathalie Chabanne        | PS                  | Michel Minvielle   |                                                                                       |
| 3e circonscription  | M. David Habib               | PS                  | David Duizidou     | Maire de Mourenx - Président de la communauté de communes de Lacq                     |
| 4e circonscription  | M. Jean Lassalle             | Mouvement démocrate | Barthélemy Aguerre | Maire de Lourdios-Ichère - Vice-président du conseil général des Pyrénées-Atlantiques |
| 5e circonscription  | Mme Colette Capdevielle      | PS                  | Simon Piveteau     |                                                                                       |
| 6e circonscription  | Mme Sylviane Alaux           | PS                  | Joël Maïtia        |                                                                                       |

### XIIIelégislature(2007-2012)
| Circonscription     | Identité                     | Parti               | Suppléant(e)      | Autres mandats                                                                        |
| ------------------- | ---------------------------- | ------------------- | ----------------- | ------------------------------------------------------------------------------------- |
| 1re circonscription | Mme Martine Lignières-Cassou | PS                  | André Mariette    | Maire de Pau                                                                          |
| 2e circonscription  | M. François Bayrou           | Mouvement démocrate | Pierre Menjucq    | Conseiller municipal de Pau                                                           |
| 3e circonscription  | M. David Habib               | PS                  | Sylvie Salabert   | Maire de Mourenx - Président de la communauté de communes de Lacq                     |
| 4e circonscription  | M. Jean Lassalle             | Mouvement démocrate | Jacques Coumet    | Maire de Lourdios-Ichère - Vice-président du conseil général des Pyrénées-Atlantiques |
| 5e circonscription  | M. Jean Grenet               | UMP                 | Caroline Oustalet | Maire de Bayonne                                                                      |
| 6e circonscription  | Mme Michèle Alliot-Marie1    | UMP                 | Daniel Poulou     | Adjointe au maire de Saint-Jean-de-Luz                                                |

1 Daniel Poulou siège du 19 juillet 2007 au 29 mars 2011 en remplacement de Michèle Alliot-Marie, nommée au gouvernement.

### XIIelégislature(2002-2007)
| Circonscription     | Identité                     | Parti | Suppléant(e)             | Autres mandats                                             |
| ------------------- | ---------------------------- | ----- | ------------------------ | ---------------------------------------------------------- |
| 1re circonscription | Mme Martine Lignières-Cassou | PS    | André Mariette           | Conseiller municipal de Pau                                |
| 2e circonscription  | M. François Bayrou           | UDF   | Pierre Menjucq           | Conseiller général des Pyrénées-Atlantiques                |
| 3e circonscription  | M. David Habib               | PS    | Sylvie Salebert          | Maire de Mourenx                                           |
| 4e circonscription  | M. Jean Lassalle             | UDF   | Jacky Coumet             | Vice-président du conseil général des Pyrénées-Atlantiques |
| 5e circonscription  | M. Jean Grenet               | UMP   | Caroline Oustalet-Gensse | Maire de Bayonne                                           |
| 6e circonscription  | M. Daniel Poulou 1           | UMP   |                          | Conseiller général des Pyrénées-Atlantiques                |

1 Daniel Poulou remplace Michèle Alliot-Marie, nommée membre du gouvernement et siège du 19 juillet 2002 au 19 juin 2007.

### XIelégislature(1997-2002)
| Circonscription     | Identité                     | Parti | Suppléant(e)        | Autres mandats |
| ------------------- | ---------------------------- | ----- | ------------------- | --- |
| 1re circonscription | Mme Martine Lignières-Cassou | PS    | André Mariette      | Adjointe au maire de Pau |
| 2e circonscription  | M. François Bayrou           | UDF   | Pierre Laguilhon    | Président du conseil général des Pyrénées-Atlantiques. Il démissionne le 21/12/1999 (député européen et Pierre Menjucq (cg. Morlaàs) lui succède lors de l'élection partielle des 12 et 19 mars 2000 |
| 3e circonscription  | M. André Labarrère1          | PS    | David Habib         | Maire de Pau |
| 4e circonscription  | M. Michel Inchauspé          | RPR   | Jean Lassalle (UDF) | Conseiller général des Pyrénées-Atlantiques |
| 5e circonscription  | Mme Nicole Péry2             | PS    | Jean Espilondo      | |
| 6e circonscription  | Mme Michèle Alliot-Marie     | RPR   | Daniel Poulou       | Conseiller général des Pyrénées-Atlantiques, maire de Saint-Jean-de-Luz |

1 André Labarrère est élu sénateur le 23 septembre 2001

2 Nicole Péry est nommée secrétaire d'État le 30 mars 1998 et remplacée par Jean Espilondo.

### Xelégislature(1993-1997)
| Circonscription     | Identité                  | Parti | Suppléant(e)        | Autres mandats                              |
| ------------------- | ------------------------- | ----- | ------------------- | ------------------------------------------- |
| 1re circonscription | M. Jean Gougy             | RPR   | René Claverie       | Conseiller général des Pyrénées-Atlantiques |
| 2e circonscription  | M. François Bayrou1       | UDF   | Pierre Laguilhon    | Conseiller général des Pyrénées-Atlantiques |
| 3e circonscription  | M. André Labarrère        | PS    | David Habib         | Maire de Pau                                |
| 4e circonscription  | M. Michel Inchauspé       | RPR   | Jean Lassalle (UDF) | Conseiller général des Pyrénées-Atlantiques |
| 5e circonscription  | M. Alain Lamassoure2      | UDF   | Jean Grenet         |                                             |
| 6e circonscription  | Mme Michèle Alliot-Marie3 | RPR   | Daniel Poulou (UDF) |                                             |

1 Pierre Laguilhon remplace du 2 mai 1993 au 21 avril 1997 François Bayrou, nommé ministre de l'Éducation nationale.

2 Jean Grenet siège du 2 mai 1993 au 13 juillet 1995 et du 8 décembre 1995 au 21 avril 1997 en remplacement d’Alain Lamassoure, nommé au gouvernement.

3Daniel Poulou siège du 2 mai 1993 au 17 septembre 1995 en remplacement de Michèle Alliot-Marie, nommée au gouvernement.

### IXelégislature(1988-1993)
| Circonscription     | Identité                 | Parti | Suppléant(e)           | Autres mandats                              |
| ------------------- | ------------------------ | ----- | ---------------------- | ------------------------------------------- |
| 1re circonscription | M. René Cazenave         | PS    | Raymond Delourme       | Adjoint au maire de Pau                     |
| 2e circonscription  | M. François Bayrou       | UDF   | Pierre Laguilhon (RPR) | Conseiller général des Pyrénées-Atlantiques |
| 3e circonscription  | M. André Labarrère       | PS    | David Habib            | Maire de Pau                                |
| 4e circonscription  | M. Michel Inchauspé      | RPR   | Jean Lassalle (UDF)    | Conseiller général des Pyrénées-Atlantiques |
| 5e circonscription  | M. Alain Lamassoure      | UDF   | Jean Grenet (RPR)      |                                             |
| 6e circonscription  | Mme Michèle Alliot-Marie | RPR   | Paul Ricau             |                                             |

### VIIIelégislature(1986-1988)
Scrutin proportionnel. Listes départementales.
M. Jean Gougy, RPR, conseiller général des Pyrénées-Atlantiques
M. François Bayrou, UDF, conseiller général des Pyrénées-Atlantiques
M. Alain Lamassoure 1 , UDF
M. André Labarrère, PS, maire de Pau
M. Jean-Pierre Destrade, PS
M. Henri Prat, PS , conseiller général des Pyrénées-Atlantiques
1 : remplace Mme Michèle Alliot-Marie, nommée membre du gouvernement.

### VIIelégislature(1981-1986)
| Circonscription     | Identité                | Parti | Suppléant(e)        | Autres mandats                              |
| ------------------- | ----------------------- | ----- | ------------------- | ------------------------------------------- |
| 1re circonscription | M. André Labarrère1     | PS    | Georges Labazée     | Maire de Pau                                |
| 2e circonscription  | M. Henri Prat           | PS    | Henri Laclau        | Conseiller général des Pyrénées-Atlantiques |
| 3e circonscription  | M. Michel Inchauspé     | RPR   | Louis-Michel Vignau | Conseiller général des Pyrénées-Atlantiques |
| 4e circonscription  | M. Jean-Pierre Destrade | PS    | Nicole Péry         | Conseiller général des Pyrénées-Atlantiques |

1 Il entre dans le premier gouvernement Mauroy comme ministre délégué auprès du Premier ministre, chargé des relations avec le Parlement, à la suite de la présidentielle de 1981 et de la vague rose et est remplacé par Georges Labazée qui siège du 25 juillet 1981 au 1er avril 1986.

### VIelégislature(1978-1981)
| Circonscription     | Identité             | Parti | Suppléant(e)        | Autres mandats                              |
| ------------------- | -------------------- | ----- | ------------------- | ------------------------------------------- |
| 1re circonscription | M. André Labarrère   | PS    | Georges Labazée     | Maire de Pau                                |
| 2e circonscription  | M. Maurice Plantier1 | RPR   | Auguste Cazalet     | Conseiller général des Pyrénées-Atlantiques |
| 3e circonscription  | M. Michel Inchauspé  | RPR   | Louis-Michel Vignau | Conseiller général des Pyrénées-Atlantiques |
| 4e circonscription  | M. Bernard Marie     | RPR   | Michèle Alliot      | Maire de Biarritz                           |

1 Nommé secrétaire d’État aux Anciens Combattants dans le gouvernement de Raymond Barre, il est remplacé par Auguste Cazalet qui siège du 6 mai 1978 au 22 mai 1981.

### Velégislature(1973-1978)
| Circonscription     | Identité            | Parti | Suppléant(e)        | Autres mandats                              |
| ------------------- | ------------------- | ----- | ------------------- | ------------------------------------------- |
| 1re circonscription | M. André Labarrère  | PS    | Henri Prat          | Maire de Pau                                |
| 2e circonscription  | M. Maurice Plantier | UDR   | Auguste Cazalet     | Conseiller général des Pyrénées-Atlantiques |
| 3e circonscription  | M. Michel Inchauspé | UDR   | Louis-Michel Vignau | Conseiller général des Pyrénées-Atlantiques |
| 4e circonscription  | M. Bernard Marie    | UDR   | Bernard Rospide     |                                             |

### IVelégislature(1968-1973)
| Circonscription     | Identité             | Parti | Suppléant(e)   | Autres mandats                         |
| ------------------- | -------------------- | ----- | -------------- | -------------------------------------- |
| 1re circonscription | M. Pierre Sallenave  | PDM   | Jean Labarrère | Conseiller général des Basses-Pyrénées |
| 2e circonscription  | M. Maurice Plantier  | UDR   | Jean Prigent   | Conseiller général des Basses-Pyrénées |
| 3e circonscription  | M. Michel Inchauspé1 | UDR   | Franz Duboscq  | Conseiller général des Basses-Pyrénées |
| 4e circonscription  | M. Bernard Marie     | UDR   | Charles Cami   |                                        |

1 : secrétaire d'État auprès du Premier ministre, chargé des Départements et Territoires d'Outre-mer du gouvernement Maurice Couve de Murville (du 10 juillet 1968 au 16 juin 1969) ; remplacé par Franz Duboscq jusqu’au 1er avril 1973.

### IIIelégislature(1967-1968)
| Circonscription     | Identité            | Parti            | Suppléant(e)     | Autres mandats                                          |
| ------------------- | ------------------- | ---------------- | ---------------- | ------------------------------------------------------- |
| 1re circonscription | M. André Labarrère  | FGDS-CIR         | Henri Prat       |                                                         |
| 2e circonscription  | M. Guy Ébrard       | FGDS-Radical     | André Casabonnet | Conseiller général des Basses-Pyrénées - Maire d'Oloron |
| 3e circonscription  | M. Michel Inchauspé | UD-Ve République | Franz Duboscq    | Conseiller général des Basses-Pyrénées                  |
| 4e circonscription  | M. Bernard Marie    | UD-Ve République | Charles Cami     |                                                         |

### IIelégislature(1962-1967)
| Circonscription     | Identité             | Parti | Suppléant(e)     | Autres mandats                                            |
| ------------------- | -------------------- | ----- | ---------------- | --------------------------------------------------------- |
| 1re circonscription | M. Pierre Sallenave  | CD    | Jean Labarrère   |                                                           |
| 2e circonscription  | M. Guy Ébrard        | RD    | André Casabonnet |                                                           |
| 3e circonscription  | M. Michel Labéguerie | CD    | René Ospital     |                                                           |
| 4e circonscription  | M. Henri Grenet      | RD    | François Lacroix | Conseiller général des Basses-Pyrénées - Maire de Bayonne |

### Irelégislature(1958-1962)
| Circonscription     | Identité               | Parti        | Suppléant(e)    | Autres mandats                         |
| ------------------- | ---------------------- | ------------ | --------------- | -------------------------------------- |
| 1re circonscription | M. Pierre Sallenave    | IPAS         | Jean Labarrère  |                                        |
| 2e circonscription  | M. Guy Ébrard          | NI Radical   | Marcel Dhers    |                                        |
| 3e circonscription  | M. Alexandre Camino    | UNR          | René Elissabide | Conseiller général des Basses-Pyrénées |
| 4e circonscription  | M. Jean-Robert Thomazo | UNR puis NI* | J.P. Harispe    |                                        |

- Jean-Robert Thomazo quitte le groupe de l'UNR, en raison de son désaccord sur la politique algérienne du Général de Gaulle.

## Circonscriptions

### 1recirconscription
- Martine Lignières-Cassou 01/06/1997 - 21/12/1999
- Martine Lignières-Cassou depuis le 17/06/2002

### 2ecirconscription
- François Bayrou13/06/1988 - 01/04/1993
- François Bayrou 02/04/1993 - 01/05/1993
- Pierre Laguilhon 01/05/1993 - 21/04/1997
- François Bayrou 01/06/1997 - 21/12/1999
- Pierre Menjucq 19/03/2000 - 17/06/2002
- François Bayrou depuis le 17/06/2002

### 4ecirconscription
- Michel Inchauspé13/06/1988 - 01/04/1993
- Michel Inchauspé 02/04/1993 - 31/05/1997
- Michel Inchauspé 01/06/1997 - 16/06/2002
- Jean Lassalle depuis le 17/06/2002

### 5ecirconscription
- Alain Lamassoure 12/06/1988 - 01/04/1993
  - Jean Grenet, suppléant  02/05/1993 - 13/07/1995
- Alain Lamassoure  17/09/1995 - 08/12/1995
  - Jean Grenet, suppléant  08/12/1995 - 21/04/1997
- Nicole Péry  01/06/1997 - 27/09/1998
  - Jean Espilondo, suppléant  27/09/1998 - 16/06/2002
- Jean Grenet  depuis le 17/06/2002

### 6ecirconscription
- Michèle Alliot-Marie 13 juin 1988 - 1er avril 1993
- Michèle Alliot-Marie 2 avril 1993 - 1er mai 1993
  - Daniel Poulou, suppléant 2 mai 1993 - 26 juillet 1995
- Michèle Alliot-Marie 27 juillet 1995 - 31 mai 1997
- Michèle Alliot-Marie 1er juin 1997 - 16 juin 2002
- Michèle Alliot-Marie 16 juin 2002 - 17 juin 2002
  - Daniel Poulou, suppléant  depuis le 17 juin 2002
- Michèle Alliot-Marie 16 juin 2008 - 17/ juin 2008
  - Daniel Poulou, suppléant  17 juin 2008 - 29 mars 2011
- Michèle Alliot-Marie depuis le 29 mars 2011

## IVeRépublique

### Troisième législature (1956-1958)
Albert Mora (PCF)
Joseph Garat (SFIO)
René-Jean-Paul Cassagne (Radical)
Pierre de Chevigné (MRP)
Guy Petit (IPAS)
Jean-Louis Tixier-Vignancour (non-inscrit)

### Deuxième législature (1951-1956)
Albert Mora (PCF)
Pierre de Chevigné (MRP)
Guy Petit (Centre républicain)
Georges Loustaunau-Lacau (Français indépendants), décédé le 11 février 1955, remplacé par Jean Errecart (MRP) à l'occasion d'une élection partielle
Joseph de Goislard de Monsabert (RPF)

### Première législature (1946-1951)
Albert Mora (PCF)
Gaston Chaze (SFIO)
Jean-Louis Tinaud (MRP)
Jean Errecart (MRP)
Pierre de Chevigné (MRP)
Guy Petit (Centre républicain)

## Gouvernement Provisoire de la République Française

### Deuxième assemblée constituante (juin-novembre 1946)
Albert Mora (PCF)
Gaston Chaze (SFIO)
Jean Errecart (MRP)
Pierre de Chevigné (MRP)
Guy Petit (RI)

### Première assemblée constituante (1945-1946)
Albert Mora (PCF)
Maurice Delom-Sorbé (UDSR)
Jean-Louis Tinaud (MRP)
Pierre de Chevigné (MRP)
Jean Etcheverry-Ainchard (RI)

## IIIeRépublique

### Assemblée nationale(1871-1876)
- Louis Jacques Lacaze, Centre gauche
- Jean Bernard Jauréguiberry, Centre droit, démissionne le 5 décembre 1871, remplacé par Charles Chesnelong, Union des droites, élu le 4 janvier 1872
- Élie de Gontaut-Biron, Union des droites
- Paul-Jules-Sévère de Lestapis, Centre gauche
- Marcel Barthe, Centre gauche
- Charles Duclerc, Gauche républicaine
- Michel Renaud, Gauche républicaine
- Raymond Dufaur, Union des droites
- Adolphe Daguenet, Centre droit

### Irelégislature(1876-1877)
- Paul d'Ariste
- Louis Vignancour
- Louis Jacques Lacaze
- Jules Labat
- Jean-Charles Harispe
- Marcel Barthe

### IIelégislature(1877-1881)
- Paul d'Ariste
- Adrien Planté, invalidé en 1878, remplacé par Louis Vignancour
- Joseph-Louis de Luppé, invalidé en 1878 remplacé par Marcel Barthe
- Louis Jacques Lacaze
- Jules Labat
- Jean-Charles Harispe

### IIIelégislature(1881-1885)
- Louis Jacques Lacaze, élu sénateur en 1882, remplacé par Henri Baptiste Rey
- Louis Vignancour
- Marcel Barthe, élu sénateur en 1882, remplacé par Émile Garet
- Jacques Pradet-Balade
- Jean-Baptiste Plantié
- Jean Cassou
- Jules Labat

### IVelégislature(1885-1889)
- Paul d'Ariste
- Eudore Destandeau, décédé en 1887, remplacé par Louis Vignancour
- Joseph-Louis de Luppé
- Amédée de Laborde-Noguez
- Jules Labat
- Jean-Charles Harispe

### Velégislature(1889-1893)
- Oloron : Louis Barthou, Républicain
- Mauléon : Louis Etcheverry, Bonapartiste
- Bayonne-1 : Séraphin Haulon, Républicain, élu sénateur en 1890, remplacé par Ernest Lafont, Républicain
- Pau-2 : Justin Quintaà, Républicain
- Orthez : Louis Vignancour, Républicain, élu sénateur en 1891, remplacé par Jean Clédou,  Républicain progressiste
- Pau-1 : Léon Say, Républicain
- Bayonne-2 : Jules Labat, Bonapartiste

Source : journal Le Temps du 24 septembre et du 8 octobre 1889 sur Gallica,.

### VIelégislature(1893-1898)
- Oloron : Louis Barthou, Républicain
- Bayonne-1 : Ernest Lafont, Républicain, remplacé par Jules Legrand, Républicain progressiste
- Bayonne-2 : Morrochco Harriague-Saint-Martin, Républicain
- Mauléon :Martial Berdoly, Républicain
- Pau-2 : Justin Quintaà, Républicain
- Orthez : Jean Clédou, Républicain
- Pau-1 : Léon Say, Républicain, décédé en 1896, remplacé par Jean Cassou, Républicain

Source : journal Le Temps du 22 août et du 5 septembre 1893 sur Gallica,.

### VIIelégislature(1898-1902)
- Mauléon : Martial Berdoly, Républicain, élu sénateur en 1900, remplacé par Léon Pradet-Balade, Républicain libéral et progressiste
- Oloron : Louis Barthou, Républicain
- Pau-1 : Jean Cassou, élu sénateur en 1900, remplacé par Louis d'Iriart d'Etchepare, Républicain
- Bayonne-1 : Jules Legrand, Républicain
- Pau-2 : Justin Quintaà, Républicain, élu sénateur en 1900, remplacé par Joseph de Gontaut-Biron, Républicain progressiste
- Bayonne-2 : Morrochco Harriague-Saint-Martin, Républicain
- Orthez : Jean Clédou, Républicain

Source : journal Le Temps du 10 mai et du 24 mai 1898 sur Gallica,.

### VIIIelégislature(1902-1906)
- Mauléon : Léon Pradet-Balade, Républicain ministériel
- Oloron : Louis Barthou, Républicain
- Pau-1 : Louis d'Iriart d'Etchepare, Républicain ministériel
- Bayonne-1 : Jules Legrand, Républicain
- Orthez : Damien Catalogne, Républicain
- Pau-2 : Joseph de Gontaut-Biron, Républicain
- Bayonne-2 : Morrochco Harriague-Saint-Martin, Républicain, décédé en 1905, remplacé par Léon Guichenné, Républicain progressiste

Source : journal Le Temps du 29 avril et du 13 mai 1902 sur Gallica,.

### IXelégislature(1906-1910)
- Mauléon : Léon Pradet-Balade, Républicain progressiste
- Oloron : Louis Barthou, Républicain (Union démocratique)
- Pau-1 : Louis d'Iriart d'Etchepare, Républicain (Gauche démocratique)
- Orthez : Émile Dupourqué, Républicain progressiste
- Bayonne-1 : Jules Legrand, Républicain progressiste
- Pau-2 : Bernard de Gontaut-Biron, Républicain progressiste
- Bayonne-2 : Léon Guichenné, Républicain progressiste

Sources : Journal Le Temps du 6 et du 22 mai 1906 sur Gallica - ,.

### Xelégislature(1910-1914)
- Orthez : Léon Bérard, Gauche démocratique
- Bayonne-1 : Joseph Garat, Gauche radicale
- Mauléon : Léon Pradet-Balade, Républicain progressiste
- Oloron : Louis Barthou, Gauche radicale, Ministre de la Justice
- Pau-1 : Louis d'Iriart d'Etchepare, Gauche démocratique
- Pau-2 : Joseph de Gontaut-Biron, Républicain progressiste
- Bayonne-2 : Léon Guichenné, Action libérale

Sources : Journal Le Temps du 24 avril et du 8 mai 1910 sur Gallica - ,.

### XIelégislature(1914-1919)
- Mauléon : Jean Ybarnégaray, Non-inscrit (Droite)
- Orthez : Léon Bérard, Républicain de gauche (modéré)
- Bayonne-1 : Joseph Garat, Radical socialiste
- Oloron : Louis Barthou, Républicain de gauche (modéré)
- Pau-2 : Joseph Delom-Sorbé, Républicain de gauche (modéré)
- Pau-1 : Louis d'Iriart d'Etchepare, Républicain de gauche (modéré)
- Bayonne-2 : Léon Guichenné, Action libérale

Sources : Journal Le Temps du 28 avril et du 12 mai 1914 sur Gallica - ,.

### XIIelégislature(1919-1924)
Les élections législatives de 1919 furent organisées au scrutin proportionnel de liste. Elles marquèrent au niveau national la victoire du "Bloc national" de centre-droit.
Première circonscription
Liste de Concentration républicaine
- Louis Barthou, Gauche républicaine démocratique, Président du Conseil général, élu Sénateur en 1922, non remplacé
- Joseph Delom-Sorbé, Gauche républicaine démocratique, décédé le 17 février 1921
- Léon Bérard, Gauche républicaine démocratique, Conseiller général
- Louis d'Iriart d'Etchepare, Républicain de gauche (modéré), Conseiller général

Election partielle du 15 mai 1921
- Jacques Amédée Doléris, Parti radical et radical-socialiste

Deuxième circonscription
Liste républicaine d'action économique et sociale
- Jean Ybarnégaray, Entente républicaine démocratique
- Joseph Choribit, non-inscrit, décédé le 22 décembre 1921, non remplacé
- Léon Guichenné, Indépendant (droite)

Source : Barodet sur le site de l'Assemblée Nationale - https://bibnum.sciencespo.fr/s/catalogue/ark:/46513/sc16m2kz#?c=&m=&s=&cv=

### XIIIelégislature(1924-1928)
Les élections législatives de 1924 furent organisées au scrutin proportionnel de liste. Elles marquèrent au niveau national national la victoire du "Cartel des gauches".
Liste d'Union nationale républicaine
- Auguste Champetier de Ribes, Démocrates - Parti démocrate populaire
- Jean Ybarnégaray, Union républicaine démocratique
- Pierre Lamazou-Betbeder, Démocrates - Parti démocrate populaire
- Gabriel Castagnet, Union républicaine démocratique, Maire de Bayonne

Liste de Concentration républicaine
- Léon Bérard (homme politique), Gauche républicaine démocratique, Ancien Ministre, conseiller général, élu Sénateur en 1927, non remplacé

Liste d'Union des Gauches
- Joseph Garat, Parti radical et radical-socialiste

Source : Barodet sur le site de l'Assemblée Nationale -https://bibnum.sciencespo.fr/s/catalogue/ark:/46513/sc16m1m0#?c=&m=&s=&cv=

### XIVelégislature(1928-1932)
Les élections législatives furent au scrutin d'arrondissement majoritaire à deux tours de 1928 à 1936.
- Pau-2 : Pierre Lamazou-Betbeder, Union républicaine démocratique
- Mauléon : Jean Ybarnégaray, Union républicaine démocratique
- Pau-1 : Auguste Champetier de Ribes, Démocrate Populaire
- Oloron : Henri Lillaz, Gauche Radicale
- Orthez : Prosper Minvielle, Républicain de Gauche (modéré)
- Bayonne-1 : Joseph Garat, Radical-socialiste
- Bayonne-2 : Jean Lissar, Union républicaine démocratique

Source : Élections législatives 22-29 avril 1928 de Georges Lachapelle - https://gallica.bnf.fr/ark:/12148/bpt6k320439r.texteImage#

### XVelégislature(1932-1936)
- Bayonne-2 : Jean Lissar, Fédération républicaine, élu sénateur en 1935, remplacé par Bernard de Coral, Fédération républicaine, élu le 10 mars 1935
- Pau-2 : Maurice Delom-Sorbé, Gauche indépendante (Radical indépendant)
- Pau-1 : Auguste Champetier de Ribes, Démocrate Populaire, Ministre des Pensions, élu sénateur en 1934, remplacé par Samuel de Lestapis, Alliance des républicains de gauche et des radicaux indépendants, élu le 17 mars 1935
- Orthez : Georges Moutet, Gauche indépendante (Radical indépendant)
- Mauléon : Jean Ybarnégaray, Fédération républicaine
- Oloron : Henri Lillaz, Gauche radicale
- Bayonne-1 : Joseph Garat, Radical-socialiste

### XVIelégislature(1936-1940)
- Jean-Louis Tixier-Vignancour
- Bernard de Coral
- René Delzangles
- Maurice Delom-Sorbé
- Samuel de Lestapis
- Jean Mendiondou
- Jean Ybarnégaray

## Second Empire

### Irelégislature(1852-1857)
- Patrice O'Quin
- Jean-Baptiste Etcheverry
- Raymond Planté décédé en 1855, remplacé par Louis de Briançon-Vachon de Belmont

### IIelégislature(1857-1863)
- Patrice O'Quin
- Jean-Baptiste Etcheverry
- Raymond Larrabure

### IIIelégislature(1863-1869)
- Patrice O'Quin démissionne en 1865, remplacé par Charles Chesnelong
- Jean-Baptiste Etcheverry
- Raymond Larrabure

### IVelégislature(1869-1870)
- Gustave-Eugène Fould
- Charles Chesnelong
- Jules Labat

## IIeRépublique
Élections au suffrage universel masculin à partir de 1848

### Assemblée nationale constituante (1848-1849)
- Marcel Barthe
- Jean-François Boutoey
- Jean Condou
- Auguste Dariste
- Jean Amédée Etcheverry
- Pierre de Laussat
- Augier Alexandre Leremboure
- Paul-Jules-Sévère de Lestapis
- Joseph Nogué
- Michel Renaud
- Jean Saint-Gaudens

### Assemblée nationale législative (1849-1851)
- Michel Charles Chégaray
- Auguste Dariste
- Marie Jean Pierre Pie Frédéric Dombidau de Crouseilhes
- Jean Amédée Etcheverry
- Raymond Larrabure
- Pierre de Laussat
- Jean Manescau
- Michel Renaud
- Albert de Rességuier
- François de Vergeron

## Chambre des députés (Monarchie de Juillet)

### IreLégislature(1830-1831)
- Casimir d'Angosse
- Jean-Charles de Gestas
- Pierre de Saint-Cricq
- Jacques Laffitte
- Antoine Dartigaux

### IIeLégislature(1831-1834)
- Pèdre Lacaze
- Pierre de Saint-Cricq, nommé pair en 1833, remplacé par Pierre-Firmin Lestapis
- Jean-Louis Dufau
- Jean Isidore Harispe
- Jacques Laffitte

### IIIeLégislature(1834-1837)
- Pèdre Lacaze
- Pierre-Chaumont Liadières
- Jean-Louis Dufau, démissionne en 1834, remplacé par Nicolas Lavielle
- François Faurie
- Jean Isidore Harispe, nommé pair en 1835

### IVeLégislature(1837-1839)
- Michel Charles Chégaray
- Pèdre Lacaze
- Pierre-Chaumont Liadières
- Nicolas Lavielle

### VeLégislature(1839-1842)
- Michel Charles Chégaray
- Pèdre Lacaze
- Pierre-Chaumont Liadières
- Nicolas Lavielle

### VIeLégislature(1842-1846)
- Michel Charles Chégaray
- Pèdre Lacaze nommé pair, remplacé par Jacques-Joseph Lacaze
- Pierre-Chaumont Liadières
- Nicolas Lavielle

### VIIeLégislature(17/08/1846-24/02/1848)
- Michel Charles Chégaray
- Pierre-Chaumont Liadières
- Nicolas Lavielle
- Jacques-Joseph Lacaze

## Chambre des députés des départements (2eRestauration)

### Irelégislature(1815–1816)
- Antoine de Gramont d'Aster (1787-1825)
- Jean-Charles de Gestas
- Jacques Taurin de Lormand
- Jacques Faget de Baure

### IIelégislature(1816-1823)
- Jean-Charles de Gestas
- Armand Mathieu d'Angosse
- Antoine Dartigaux
- Jean de Nays Candau
- Jacques Taurin de Lormand
- Pierre Basterrêche
- Jacques Faget de Baure

### IIIelégislature(1824-1827)
- Jean-Charles de Gestas
- Pierre de Saint-Cricq
- Antoine Dartigaux
- Jean de Nays Candau
- Jean-Pierre Basterrêche

### IVelégislature(1828-1830)
- Casimir d'Angosse
- Jean-Charles de Gestas
- Pierre de Saint-Cricq
- Jacques Laffitte
- Antoine Dartigaux

### Velégislature(23 juin 1830-28 juillet 1830)
- Casimir d'Angosse
- Jean-Charles de Gestas
- Pierre de Saint-Cricq
- Jacques Laffitte
- Antoine Dartigaux

## Chambre des représentants (Cent-Jours)
- Jean-Pierre Basterrêche
- Antoine Casenave
- Antoine Dartigaux
- Pascal Elie
- Thomas Etcheverry
- Joachim Labrouche
- Pierre-Clément de Laussat
- Jean Vidal

## Chambre des députés des départements (1reRestauration)
- Antoine Casenave
- Jacques Faget de Baure
- Joseph Pémartin

## Corps législatif (Consulat et Empire)
- Antoine Casenave
- Jacques Faget de Baure
- Emmanuel de Serviez
- Charles Vincent Guirail
- Joseph Pémartin
- Pierre Bergeras
- Jean Salenave
- François Batbedat est élu député en l'an XIV (1806) par le département des Basses-Pyrénées, mais il ne siège pas, son élection n'est pas ratifiée par le Sénat[15].

## Conseil des Cinq-Cents
- Vincent Noussitou
- Jean Vidal
- Antoine Casenave
- Henri Fargues
- Jean-Pierre Maluquer
- Étienne Neveu
- Charles Vincent Guirail
- Joseph Pémartin
- Antoine Laa
- Jean Salenave

## Convention nationale
6 députés et 3 suppléants

### Députés
1. Jean-Baptiste Sanadon, évêque du département. Donne sa démission le 13 août 1793 ; est remplacé par Vidal le 14 vendémiaire an II (5 octobre 1793).
2. Pierre-Eustache d'Hiriart, procureur syndic du district d'Ustaritz. Donne sa démission avant l'ouverture de la session ; est remplacé par Neveu.
3. Antoine Conte, procureur général syndic du département.
4. Joseph Pémartin, homme de loi, ancien Constituant.
5. Arnaud Jean Meillan, administrateur du département. Est mis hors la loi le 28 juillet 1793 ; est remplacé par Laa le 8 août de la même année ; est ensuite rappelé le 18 ventôse an III (8 mars 1795) et siège en même temps que son suppléant.
6. Antoine Casenave, administrateur du département.

### Suppléants
1. Étienne Neveu, juge au tribunal de Mauléon. Remplace D'Hiriart qui a donné sa démission avant la réunion de l'Assemblée.
2. Antoine Laa, juge du district d'Oloron. remplace le 8 août 1793, Meillan mis hors la loi ; reste à la Convention malgré le rappel de Meillan.
3. Jean Vidal, procureur syndic du district d'Orthez, est élu suppléant dans une réunion nouvelle des électeurs, en place de Neveu devenu titulaire ; - Remplace Sanadon le 14 vendémiaire an II (5 octobre 1793).

## Assemblée nationale législative
6 députés et 2 suppléants

### Députés
1. Augustin Casamajor, commissaire du roi près le tribunal du district d'Oloron.
2. Salvador Paul Leremboure, de Saint-Jean-de-Luz, membre du directoire du département.
3. Pierre Dithurbide, homme de loi, d'Ustaritz, vice-président du directoire du département.
4. Pierre Bergeras, procureur-général-syndic à Salies.
5. Armand Lostalot, administrateur et juge au tribunal du district de Pau.
6. Pierre Casamajor aîné, à Sauveterre, membre du directoire du département.

### Suppléants
1. Pierre Joseph Basterèche aîné, négociant à Bayonne.
2. Mauco, président de l'administration du département à Oloron.

## Et avant le département?
Représentants aux États généraux puis Assemblée constituante de 1789

### Pays de Soule
(Règlement royal du 19 février 1789.)

#### Pays de Soule assemblé à Mauléon.
Ressort sans secondaire. (4 députés)
- Clergé.
  - 1. Jean-Baptiste-Auguste de Villoutreix de Faye, évêque d'Oloron.
- Noblesse.
  - 2. Jean-Bernard d'Uhart, marquis et capitaine de dragons dans le régiment de Chartres.
- Tiers état.
  - 3. Jean-Pierre d’Arraing, maire de Mauléon.
  - 4. Jean d'Escuret Laborde, notaire royal à Mauléon, député de la paroisse d'Aussurucq.

##### Suppléants. (0)
(Pas de suppléants.)

### Pays des Basques

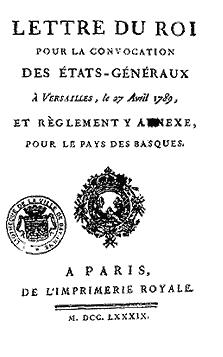
Lettre du Roi
Pour la convocation
Des États généraux
À Versailles le 27 avril 1789
Et Règlement y Annexe,
Pour le Pays des Basques.
Réimpression de 1814, Imprimerie royale.

(Règlement du 28 mars 1789.)

#### Bailliage d'Ustaritz.
Bailliage principal sans secondaire. (4 députés)
- Clergé.
  - 1. Jean-Louis-Xavier de Saint-Esteven, curé de Ciboure.
- Noblesse.
  - 2. Anne-Henri-Louis de Caupenne, baron de Saint-Pée, maréchal de camp, lieutenant du roi à Bayonne, commandant pour le roi dans le pays de Labour et autres pays adjacents, chevalier de Saint-Louis. Il refuse son élection et est remplacé par Pierre-Nicolas d'Haranéder, vicomte de Macaye, demeurant à Saint-Jean-de-Luz.
- Tiers état.
  - 3. Dominique Garat-Aîné, avocat en parlement, demeurant à Bordeaux.
  - 4. Dominique-Joseph Garat-Cadet, avocat en parlement, demeurant à Paris.

##### Suppléants. (2)
- Noblesse.
  - 1. Pierre Nicolas de Haraneder, vicomte de Macaye, demeurant à Saint-Jean-de-Luz. Il remplace Anne-Henri-Louis, marquis de Caupenne qui a refusé son élection.
- Tiers état.
  - 2. Salvador-Paul Leremboure, demeurant à Saint-Jean-de-Luz.

### Royaume de Navarre
(Règlements royaux du 19 février et 1er avril 1789).

#### Députation élue par les États de Navarre.
(4 députés)
- Clergé.
  - 1. Étienne-Joseph de Pavée de Villevieille, évêque de Bayonne.
- Noblesse.
  - 2. Bertrand-Dominique-Joachim de Logras, marquis d’Olhonce, conseiller au parlement de Navarre.
- Tiers état.
  - 3. Arnaud de Vivié, seigneur de Bideren et de Campagne, demeurant à Garris.
  - 4. Jean-Baptiste Franchisteguy, notaire à Saint-Jean-Pied-de-Port.

##### Suppléants. (0)
(Pas de suppléants.)
N.B. Aucun des députés de Navarre ne siégea à la Constituante.

### Souveraineté de Béarn

#### Députation élue par les États du Béarn (8 députés)
- Clergé
  - 1. Marc-Antoine de Noé, évêque de Lescar
  - 2. Valentin de Charitte, chanoine de Lescar
- Noblesse
  - 3. Antoine François de Gramont d'Aster, colonel du Roi-dragons, seigneur de l'Abadie de Gelos.
  - 4. Jean-Baptiste d’Esquille, seigneur de Lezons, président à mortier au parlement de Navarre.
- Tiers état
  - 5. Jean-François-Régis de Mourot, avocat, professeur à l'Université de Pau, député de la ville de Nay.
  - 6. Vincent Noussitou, avocat en parlement, député de la ville de Pau.
  - 7. Joseph Pémartin, avocat, député du parsan d'Oloron.
  - 8. Louis Jean Henry Darnaudat, conseiller au parlement de Navarre, seigneur de Vasseigne en Beyrie, député de la ville d'Orthez.

Nota: Les 4 premiers députés élus par le grand corps des États du Béarn au titre du Clergé et de la Noblesse ne sollicitèrent pas leur admission à l'Assemblée nationale et par la suite ne siégèrent pas.

##### Suppléants (0)
pas de suppléants.

## Anciens députés
(à trier par mandat)
- Adolphe Daguenet ;
- Jacques Amédée Doléris ;
- Guy Ébrard ;
- Jean Errecart ;
- Jean-Baptiste Etcheverry ;
- Henri Fargues ;
- François Faurie ;
- Émile Garet ;
- Jean Isidore Harispe ;
- Joachim Labrouche ;
- Jacques Laffitte ;
- Pierre-Clément de Laussat ;
- Jules Legrand ;
- Georges Loustaunau-Lacau ;
- Guy Petit ;
- Adrien Planté ;
- Jean-Louis Tinaud ;
- Jean-Louis Tixier-Vignancour ;
- Armand d'Angosse ;
- Casimir d'Angosse ;
- Alexandre Camino ;
- Auguste Cazalet ;
- Marie Jean Pierre Pie Frédéric Dombidau de Crouseilhes ;
- Maurice Delom-Sorbé ;
- Jean-Pierre Destrade ;
- Franz Duboscq ;
- Jean Espilondo ;
- Jacques Faget de Baure ;
- André Labarrère ;
- Michel Labéguerie ;
- Raymond Larrabure ;
- Pierre-Chaumont Liadières ;
- Maurice Plantier ;
- Pierre Sallenave ;
- Jean-Baptiste Pierre Saurine ;
- Jean-Robert Thomazo ;
- Henri Grenet ;